# 顏洪範
顏洪範（1555年—？），字中起，號嶧皋，浙江紹興府上虞縣人，民籍，明朝政治人物。

## 生平
萬曆元年（1573年）癸酉科浙江鄉試第五十二名，萬曆十一年（1583年）癸未科會試第八十七名，登三甲第六十三名進士。吏部觀政，本年任上海知县，清慎明肅。十五年行取，十六年選拜雲南道監察御史，巡視山海等關，十八年出為河南信陽兵备僉事，十九年丁憂，二十年听降，二十三年謫守澤州。二十五年升南京刑部员外郎，未幾轉正郎，三十一年補北刑部郎中，以使命餉邊，休沐卒於家。

## 家族
曾祖顏燁，字文華，正德丁卯科举人，歷官山西绛州学正、南京刑部主事、郎中，曾任雲南澂江府知府；祖父顏奎；父顏天錫，曾任巡檢，以子洪范封上海县知县，加贈刑部员外郎。母范氏。具庆下。弟颜日愉，字華陽，初名洪节，字德操，萬曆三十一年癸卯科举人，崇祯初官叶县知县，後起补静宁州知州，遷開封府同知，曾摄渑池、滎陽二县事，升南阳知府，崇祯十四年张献忠攻南阳，战死城上。
孫颜纶揆，字叙伯，天啓甲子乡魁。